# Elektronické knihy na objednávku

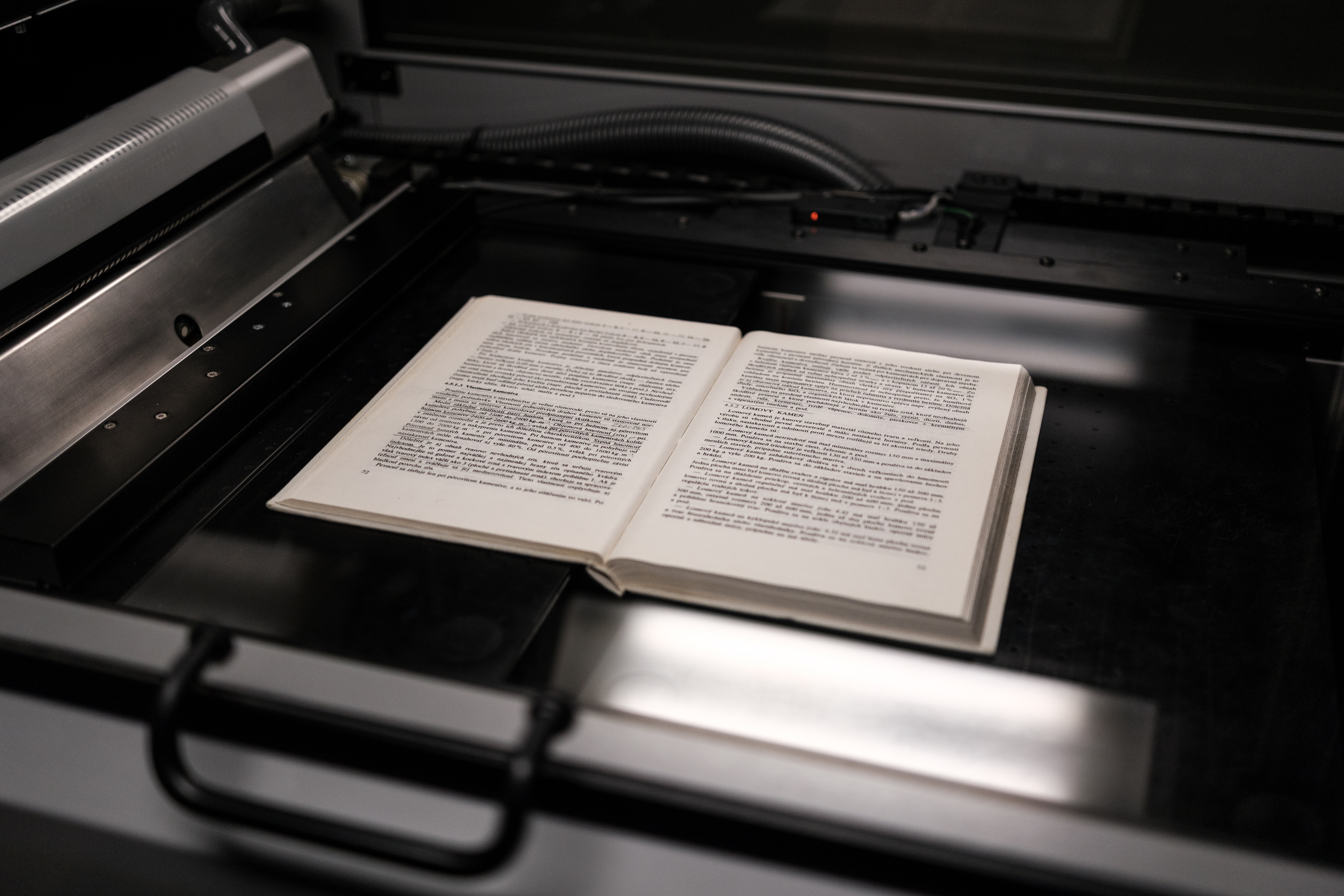
Digitalizace dokumentu na knižním robotickém skeneru v Národní knihovně ČR (ilustrační fotografie)

EOD – Elektronické knihy na objednávku (anglicky eBooks on Demand) je online služba digitalizace historických knih, které již nejsou chráněny autorským zákonem, tzn. byly vydány mezi lety 1500 – 1913, resp. již uplynulo 70 let od úmrtí jejich autora. Momentálně službu EOD nabízí na 40 knihoven z 12 evropských zemí.
Služba EOD je zaštítěna projektem eBooks on Demand – A European Library Network (EOD), který byl realizován 5 let a jenž byl spolufinancován Evropskou komisí v rámci programu Kultura 2007-2013. Původní doba trvání projektu byla 4 roky (od 1. května 2009 do 30. dubna 2013), avšak po rozhodnutí Evropské komise v roce 2012 byl projekt EOD prodloužen do 30. dubna 2014. Zkušenosti s digitalizací tzv. public domain knih byly získávány již v rámci pilotního projektu Digitization on Demand probíhajícího od října 2006 do června 2008, jehož se účastnilo 13 knihoven z 8 evropských zemí.
K největším pozitivům služby EOD patří především fakt, že zájemce nemusí za požadovanou knihou cestovat (historické knihy bývají totiž zpřístupňovány za přísných podmínek pouze v badatelnách knihoven). Elektronická kopie historické knihy je zákazníkovi v krátké době doručena v podobě odkazu ke stažení e-knihy nebo poštou na CD-ROM či DVD. Zákazník si jednoduše objedná digitalizaci knihy přes online katalog dané knihovny nebo na portále EOD search, e-kniha s automaticky rozpoznaným textem (OCR) je pak zpracována zpravidla do týdne.
Další předností služby EOD je netradiční výběr knih určených k digitalizaci – skenovány jsou knihy dle přání badatelů. Dochází k digitalizaci živého historického fondu a služba EOD tak vhodně doplňuje projekty masové digitalizace.

## Evropská knihovní síť
- Síť EOD je ústředím nabízejícím nástroje pro správu objednávek, komunikaci se zákazníky, tvorbu e-knih, jejich dodávání a účtování.
- Slouží jako poradní skupina pro efektivní a cenově dostupné metody digitalizace co se týče standardů, doporučení a pracovních postupů.
- Koordinátorem EOD je Tyrolská univerzitní a krajská knihovna v Innsbrucku, ostatní knihovny jsou přidružení členové EOD.

## Jak služba EOD funguje?
- Zákazník si vyhledá knihu z daného období v online katalogu knihovny nebo na portále EOD search[2],
- poté pošle přes Internet požadavek na digitalizaci knihy – digitalizují se pouze knihy a jen celé svazky, není tedy možné získat pouze jednotlivé stránky (pokud je kniha vhodná ke skenování a nic skenování nebrání, knihovna potvrdí objednávku),
- zákazník následně může sledovat proces zpracování objednávky ve své osobní schránce,
- po dokončení tvorby e-knihy zákazník zaplatí příslušnou finanční částku (každá knihovna si výši poplatků spojených s digitalizací stanovuje sama),
- e-knihu pak obdrží v jednotném PDF souboru (na CD-ROM/DVD nebo formou odkazu ke stažení e-knihy); pokud je zakázka zpracována s OCR, e-kniha umožňuje fulltextové vyhledávání a další práci s textem a obrázky,
- dva měsíce po digitalizaci je e-kniha zpřístupněna také v digitální knihovně dané instituce,
- plánuje se export metadat všech e-knih do Europeany.

## Spolupracující knihovny v České republice
- Moravská zemská knihovna (Brno), stránka EOD
- Národní technická knihovna (Praha), stránka EOD
- Vědecká knihovna v Olomouci (Olomouc)
- Národní knihovna ČR (Praha)
- Knihovna Akademie věd ČR (Praha)
- Knihovna Divadelního ústavu (Praha), stránka EOD[nedostupný zdroj]
- Národní lékařská knihovna (Praha), stránka EOD
- Knihovna Vojenského historického ústavu (Praha), stránka EOD
- Krajská vědecká knihovna Liberec Archivováno 26. 1. 2012 na Wayback Machine. (Liberec), stránka EOD Archivováno 26. 7. 2014 na Wayback Machine.
- Studijní a vědecká knihovna v Hradci Králové (Hradec Králové)

## Seznam digitálních knihoven, do kterých jsou zařazovány digitalizované dokumenty
- Kramerius Národní technické knihovny
- Digitální knihovna MZK
- Digitální knihovna VKOL Archivováno 26. 3. 2011 na Wayback Machine.
- DIGAR Archivováno 21. 5. 2008 na Wayback Machine.
- DLIB
- DSpace
- Rakouská literatura online
- Portugalská národní digitální knihovna
- PHAIDRA
- Medic@
- edoc-Server
- Univerzitní knihovna v Bratislavě, digitální repozitář
- DigiBest Greifswald
- Digitální kolekce SLUB
- Digitální knihovna Széchényi
- Mnichovské digitalizační centrum
- Univerzitní knihovna Lékařské univerzity ve Vídni (Rakousko)
- Lékařská vědecká knihovna v Paříži (Francie)
- Národní knihovna Archivováno 7. 6. 2020 na Wayback Machine. (Švýcarsko)
- Univerzitní knihovna v Umeå (Švédsko)
- a další